# Stawiski (gmina)
Stawiski est une gmina mixte du powiat de Kolno, Podlachie, dans le nord-est de la Pologne. Son siège est la ville de Stawiski, qui se situe environ 16 km à l'est de Kolno et 74 km à l'ouest de la capitale régionale Białystok.
La gmina couvre une superficie de 165,55 km2 pour une population de 6 572 habitants.

## Géographie
Outre la ville de Stawiski, la gmina inclut les villages de Barzykowo (en), Budy Poryckie (en), Budy Stawiskie (en), Budziski (en), Cedry (en), Chmielewo (en), Cwaliny (en), Dąbrowa (en), Dzięgiele, Dzierzbia, Grabówek, Hipolitowo, Ignacewo, Jewilin, Jurzec Szlachecki, Jurzec Włościański, Karwowo, Kuczyny, Lisy, Łojewek, Michny, Mieczki-Sucholaszczki, Mieszołki, Poryte, Poryte Małe, Poryte Szlacheckie, Poryte Włościańskie, Ramoty, Rogale, Romany, Rostki, Skroda Mała, Sokoły, Tafiły, Wilczewo, Wysokie Duże, Wysokie Małe, Zabiele, Zaborowo, Zalesie et Żelazki.
La gmina borde les gminy de Grabowo, Jedwabne, Kolno, Mały Płock, Piątnica et Przytuły.